# Мбому (река)

Мбому или Бому е река в Централна Африка. По-голямата част от реката е граница между Демократична република Конго, където се нарича Бому и Централноафриканската република - Мбому. Заедно с река Уеле образуват река Убанги. Началото си води от Судан.
Десни притоци на реката от страна на Централноафриканската република са: Кере, Мбоку, Уара и Шинко. Ляв приток, от страна на Демократична република Конго е Аса.